# Just 5
Just 5 – polski boysband założony wiosną 1997.

## Historia
Skład zespołu został wyłoniony na zorganizowanym castingu spośród 600 osób w marcu 1997. Grupę tworzyli: Bartosz Wrona, Grzegorz Kopala (wokalista zespołu Amadeo), Shadi Atoun, Daniel Moszczyński oraz Robert Kryla (były tancerz zespołu Amadeo) (w wieku od 15 do 25 lat). Wzorowano się na zespole Backstreet Boys.
Fonograficzny debiut płytą Kolorowe sny późną wiosną 1997 okazał się sukcesem, sprzedał się w nakładzie łącznym 250 tysięcy egzemplarzy. Producentem płyty był Sławomir Sokołowski. Grupa stała się popularna wśród nastolatków i w 1998 zdobyła wiele nagród, m.in. Mikrofon Popcornu dla najpopularniejszego zespołu 1997 roku i za przebój roku („Gdzie nie ma róż” i „Kolorowe sny”) oraz nagrodę „Srebrne Otto” dla najlepszego zespołu 1997 roku od czytelników czasopisma młodzieżowego „Bravo”. 1 czerwca 1997 zespół zagrał swój pierwszy koncert, następnie do grudnia 1997 dał ich jeszcze 359 w Polsce.
W maju 1999 grupa wydała album pt. Cienie wielkich miast. W marcu 2000 z zespołu odszedł Grzegorz Kopala. Mimo zapowiedzi wydania nowej płyty, grupa została rozwiązana w 2002. Wokaliści Bartosz Wrona i Grzegorz Kopala zajęli się solowymi projektami, a Daniel Moszczyński został liderem zespołu Bibobit; wcześniej był liderem grupy Wolny Band oraz wokalistą grupy metalowej Terminal.
W maju 2024 Bartosz Wrona i Robert Kryla reaktywowali zespół, do którego dołączył Sławomir Lisowski jako wokalista.

## Dyskografia
Albumy
| Rok  | Album                                                        | Sprzedaż | Certyfikat ZPAV    |
| ---- | ------------------------------------------------------------ | -------- | ------------------ |
| 1997 | Kolorowe sny - Data: maj/czerwiec 1997 - Wydawca: BMG Poland | 200 000+ | 2x platynowa płyta |
| 1998 | Zaczarowany świat - Data: 31 maja 1998 - Wydawca: BMG Poland | 100 000+ | platynowa płyta    |
| 1999 | Cienie wielkich miast - Data: maj 1999 - Wydawca: BMG Poland |          |                    |

Minialbumy
| Rok  | Album |
| ---- | --- |
| 1998 | Kolędy i pastorałki oraz remiksy z płyty „Zaczarowany świat” - Data: grudzień 1998 - Wydawca: BMG Poland |

Single
| Rok                         | Tytuł                           | Pozycja na liście | Album                 |
| Rok                         | Tytuł                           | 30 ton            | Album                 |
| --------------------------- | ------------------------------- | ----------------- | --------------------- |
| 1997                        | „Najpiękniejsze polskie kolędy” | –                 |                       |
| 1997                        | „Rozpalmy miłość”               | –                 | Kolorowe sny          |
| 1997                        | „Kolorowe sny”                  | 7                 | Kolorowe sny          |
| 1997                        | „Sugar Baby Love”               | –                 | Kolorowe sny          |
| 1998                        | „Zaczarowany świat”             | 23                | Zaczarowany Świat     |
| 1998                        | „Gdzie nie ma róż”              | –                 | Zaczarowany Świat     |
| 1998                        | „Black Jack”                    | –                 | Zaczarowany Świat     |
| 1999                        | „Za to, co mam”                 | –                 | Cienie wielkich miast |
| „–” singel nie był notowany |                                 |                   |                       |